# Lennox Lewis
Lennox Claudius Lewis (Londres, 2 de septiembre de 1965), apodado el León, es un exboxeador británico nacionalizado canadiense. Es mundialmente reconocido como uno de los mejores pesos pesados de todos los tiempos, la revista The Ring lo colocó el número cincuenta y tres de la lista de los mejores boxeadores históricos.
Representó a Canadá en los Juegos Olímpicos y después peleó como británico durante su carrera profesional. Junto con Vitali Klitschko, Evander Holyfield y Muhammad Ali es uno de los cuatro únicos boxeadores de los pesos pesados en ganar el título en tres ocasiones distintas. Aproximadamente pesaba 112 kilogramos en su mejor época. Actualmente está retirado como boxeador profesional y trabaja como comentarista de boxeo en la cadena Home Box Office (HBO).

## Biografía

### Juventud
Nació en West Ham, un pequeño barrio de Londres en 1965, su madre Violet Blake es de origen jamaicano y su padre abandonó a la familia cuando él era pequeño. Por motivos laborales Violet se trasladó a Kitchener, Ontario, Canadá. Durante un tiempo vivieron juntos pero por problemas económicos lo envió otra vez de vuelta a Inglaterra. Finalmente en 1977, a la edad de 12 años se trasladó a vivir a Canadá. 
Realizó sus estudios en el Cameron Heights Collegiate Institute donde practicó diversos deportes como el fútbol, fútbol americano, voleibol y baloncesto. Sus compañeros de clase se reían de él, debido a su particular acento, y habitualmente Lennox respondía violentamente por lo que fue incluido en una academia de boxeo regional de Waterloo, en la ciudad de Kitchener para intentar canalizar esa energía en el boxeo. Allí encontró a un exboxeador amateur que le enseñó todo lo que sabía, Arnie Boehm, el cual se convirtió en su entrenador y fue para Lennox una influencia muy positiva.

### Amateur
Su paso como boxeador amateur duró varios años y ganó varios títulos importantes. Su primer título fue el Guantes Dorados en Toronto en 1982. Al año siguiente ganó el campeonato del mundo amateur júnior (sub-19) celebrado en Santo Domingo, República Dominicana.
En 1984 representó a Canadá en los Juegos Olímpicos de Los Ángeles 1984 en la categoría de los pesos súper-pesados. Para llegar en una forma óptima al torneo olímpico realizó entrenamientos con Mike Tyson pero solo consiguió alcanzar los cuartos de final porque perdió contra el americano Tyrell Biggs (oro olímpico) y finalmente solo pudo ser 5.º. Después de estos juegos se esperaba que Lennox se hiciera profesional, pero sorprendió su decisión de no hacerlo y se mantuvo cuatro años más como amateur para poder disputar los siguientes Juegos Olímpicos.
Durante estos cuatro años ganó muchos títulos como amateur peleando contra los mejores boxeadores del momento, Valeri Abadzhan, Aleksandr Mirosnishenko, Petar Stojmenoj, Viachieslav Yakovlev, Ulli Kaden y el cubano Jorge Luis González son algunos de los rivales contra los que se enfrentó. En 1986 en el Mundial de Reno el sorteo no facilitó el enfrentamiento entre Lennox y el tricampeón olímpico Teófilo Stevenson. Los campeonatos de Canadá, de Norteamérica y de la mancomunidad británica son algunos de los títulos que ganó durante ese periodo hasta los Juegos Olímpicos.
En los Juegos Olímpicos de Seúl 1988 en Corea del Sur consiguió su meta, que era lograr por fin el oro olímpico y lo consiguió contra el futuro campeón del mundo Riddick Bowe por nocaut técnico en el segundo asalto. Antes derrotó a Odera, Kaden y Karenkiewicz. Una vez terminados los Juegos Olímpicos, declaró que se pasaba al profesionalismo. Siempre se había sentido inglés y por ese motivo continuó su carrera en Inglaterra.

### Profesional

#### Inicios
Los comienzos en el profesionalismo fueron casi en su mayoría en Inglaterra contra rivales de todas las nacionalidades (Michael Simuwelu de Zambia y el argentino Jorge Alfredo Dascola por ejemplo) sobre todo americanos e ingleses, hasta su combate número catorce que peleó por el título europeo EBU de los pesos pesados en 1990, ante Jean Chanet. Después obtuvo el título Británico de los pesos pesados, en 1991, en su siguiente combate ante Gary Mason y que mantuvo ante Glenn McCrory.
La siguiente pelea de Lewis era muy importante para él, ya que era la revancha del combate que disputó en los Juegos Olímpicos de Los Ángeles 1984 donde cayó en los cuartos de final ante Tyrell Biggs. Biggs ganó el título olímpico en 1984 y como profesional había disputado los tres títulos mundiales ante Mike Tyson, pero perdió la pelea y después había perdido ante Riddick Bowe, entre otros. La pelea se disputó en Atlanta con mucha expectación, pero Lewis noqueó hasta tres veces en el tercer asalto a Biggs concluyendo la pelea.
El título de la Commonwealth lo consiguió en abril de 1992, ante Derek Williams ascendiendo de esta manera hasta el top-5 mundial por unanimidad. Dicho título lo defendió el 31 de octubre de 1992, Lewis noqueó en dos asaltos al canadiense Donovan "Razor" Ruddock para posicionarse como número 1 en el ranking del Consejo Mundial de Boxeo y optando de esta manera al título.
Por esta época el campeón del mundo era Riddick Bowe (el cual arrebató los títulos del mundo a Evander Holyfield) que no quiso enfrentarse a Lennox después de haber perdido en los Juegos Olímpicos. Entonces la WBC declaró el título vacante, le desposeyó de su cinturón y posteriormente declaró a Lewis como nuevo campeón del mundo (el 14 de enero de 1993) siendo la primera vez que un inglés lo hacía en el siglo XX.
Lewis defendió el título en tres ocasiones, defendiéndolo contra Tony Tucker, Phil Jackson y Frank Bruno antes de sufrir un nocaut técnico ante Oliver McCall el 24 de septiembre de 1994. En el segundo asalto de la pelea McCall conectó un derechazo a la cara de Lewis que cayó en la lona. Lewis reaccionó y se levantó cuando el árbitro contaba 6 pero extrañamente el árbitro paró la pelea. Fue una pelea muy criticada ya que el árbitro paró el combate prematuramente sobre todo por ser Lewis el campeón del mundo.

#### Post-McCall
Después de la derrota ante McCall, Lewis tardó ocho meses en volver al ring, cuando normalmente peleaba cada cuatro o cinco. El siguiente combate fue contra el contendiente para el Consejo Mundial de Boxeo (WBC), Lionel Butler, en Estados Unidos. Lewis ganó el combate en cinco asaltos mientras que McCall defendió satisfactoriamente el título el mes anterior ante Larry Holmes.
Dos meses después Lewis peleó contra Justin Fortune al que ganó en cuatro asaltos. Dos meses después McCall defendió su título contra Frank Bruno ante el cual perdió el título. La organización debía elegir entonces un contendiente para retar a Bruno en la primera defensa, pero en vez de escoger a Lewis se decantaron por Mike Tyson.
Lewis continuaba siendo el n.º 1 para la WBC y mientras esperaba su oportunidad contra Tyson, que había ganado a Bruno, peleó contra anteriores campeones del mundo como Tommy Morrison y el también ex campeón olímpico Ray Mercer. Pero el promotor Don King no quería para Tyson una pelea contra Lewis, lo que quería era una pelea unificatoria con el titular de la WBA, Bruce Seldon. De esta forma el Concilio Mundial de Boxeo (WBC) le retiró el título a Tyson, por no querer defender el título ante Lewis por lo que volvió a quedar vacante. Ante esta situación, el WBC propuso una pelea por el título entre Lewis y McCall, de revancha para el primero, que tuvo lugar el 7 de febrero de 1997 en Las Vegas. 
Esta pelea fue una de las más raras en la historia del boxeo debido a que McCall se negó a pelear en el cuarto asalto y comenzó a llorar, lo que obligó al árbitro a parar el combate con la consecuente victoria de Lewis. Nunca quedaron claros los motivos por los que McCall no disputó el combate y se limitó a esquivar los golpes de Lewis.
Después defendió su título ante Henry Akinwande, Andrew Golota y el 28 de marzo de 1998, Lewis volvió a retener su título del WBC ganando a Shannon Briggs en cinco asaltos. Briggs cayó hasta tres veces a la lona después de una gran pelea de ambos. Después de la pelea ante Briggs volvió a defender el título ante el croata Željko Mavrović al cual ganó por decisión unánime en 12 asaltos.

#### Evander Holyfield
El 13 de marzo de 1999 se enfrentó al campeón de la Asociación Mundial de Boxeo (WBA) y de la Federación Internacional de Boxeo (IBF), Evander Holyfield, en Nueva York por la unificación de los títulos mundiales. La pelea se desarrolló favorablemente a Lewis pero finalmente la pelea se declaró nula bajo las protestas de los aficionados. Ocho meses más tarde, esta vez en Las Vegas, Lewis ganó la pelea por decisión unánime en esta ocasión haciéndose con los títulos.
Más tarde renunció al título de la WBA que le obligaba a pelear contra John Ruiz para poder pelear contra Michael Grant, al cual ganó en dos asaltos. Después peleó contra Francois Botha al que también ganó en dos asaltos y contra David Tua al que ganó en 12 asaltos por decisión unánime.

#### Hasim Rahman
El 21 de abril del año 2001 realizó la siguiente defensa de los títulos WBC, IBF y IBO, y sería ante un semidesconocido, Hasim Rahman en Sudáfrica. Comenzó bien la pelea con todas las cartillas de los jueces a favor de Lewis, 39-37, pero en el quinto asalto un descuido de Lewis y un golpe a la mandíbula de Rahman hicieron que se desplomase y no se levantase para la cuenta de diez. Esta pelea se convirtió en la sorpresa del año en el mundo del boxeo.
Después de esta derrota, la prensa mundial lo tildaba de mayor y algunos incluso pensaban que lo mejor era su retirada pero se había firmado una revancha en caso de perder el campeón y el 17 de noviembre de 2001 se disputó en Las Vegas, después de acudir a los tribunales. Antes del combate, Lewis declaró que en caso de perder se retiraría del boxeo. En esta ocasión Lewis se preparó concienzudamente para recuperar los cinturones y ya en el cuarto asalto noqueó a Rahman, volviendo a ser por tercera vez campeón del mundo de los pesos pesados, algo que solo Evander Holyfield y Muhammad Ali consiguieron con anterioridad en la categoría de los pesos pesados.
Este mismo año se rodó Ocean's Eleven en la cual apareció Lewis peleando contra Wladimir Klitschko, esta pelea nunca se hizo efectiva.

#### Mike Tyson
El 8 de junio de 2002, Lewis defendió su título ante Mike Tyson el cual quería volver a unificar los cinturones. Pero la pelea fue fácil para Lewis, dominó en todo momento, hasta que en el octavo asalto, después de un gran castigo Tyson cayó a la lona. La pelea fue el evento de pago por visión más visto de la historia, generando $106.9 millones, aunque después fue sobrepasado por el combate entre Óscar de la Hoya y Floyd Mayweather Jr, en el año 2007, que después fue sobrepasado por el combate entre Floyd Mayweather Jr y Manny Pacquiao en mayo del 2015.
La venta de los tickets no fue muy alta dado el elevado precio de una localidad (2400 dólares) pero hubo 15.327 personas viéndolo en directo, en Memphis (Tennessee). También Tyson tuvo que pagar 335.000 dólares a Lewis. La pelea en un principio estaba planeada para el 6 de abril del 2002 en Las Vegas pero todos los estados se negaron, debido a la imposibilidad de obtener una licencia para Tyson, hasta que finalmente Memphis aceptó por 12 millones de dólares.
En mayo del 2003 Lewis demandó al promotor Don King por valor de 385 millones de dólares por amenazas de éste para que peleara otra vez contra Tyson, pero Lewis ya tenía una pelea programada contra Kirk Johnson por el título IBO aunque finalmente no tuvo lugar la disputa al sufrir Johnson una lesión entrenando.

#### Vitali Klitschko
Por lo tanto debió pelear contra el ucraniano Vitali Klitschko, el contendiente n.º 1 para el WBC. Lewis pensó en disputar la pelea en diciembre pero por los problemas con Johnson finalmente se firmó para el 21 de junio. Para dicha pelea Lewis pesó más que cualquier otra en toda su carrera, 256½ libras (115 kg).
La pelea se disputó en la fecha prevista y a medida que pasaban los asaltos Vitali parecía un rival muy duro para Lewis. En el segundo asalto lo puso en serios aprietos aunque se recuperó para el quinto y el sexto, en el cual un "uppercut" suyo ocasionó en Vitali un corte. Al comienzo del séptimo asalto los doctores dictaminaron que debía pararse el combate debido al corte en el ojo izquierdo de Vitali que no quería parar el combate y que tenía todas las tarjetas a su favor, pero finalmente terminó con un nocaut técnico en el séptimo asalto.

#### Retirada

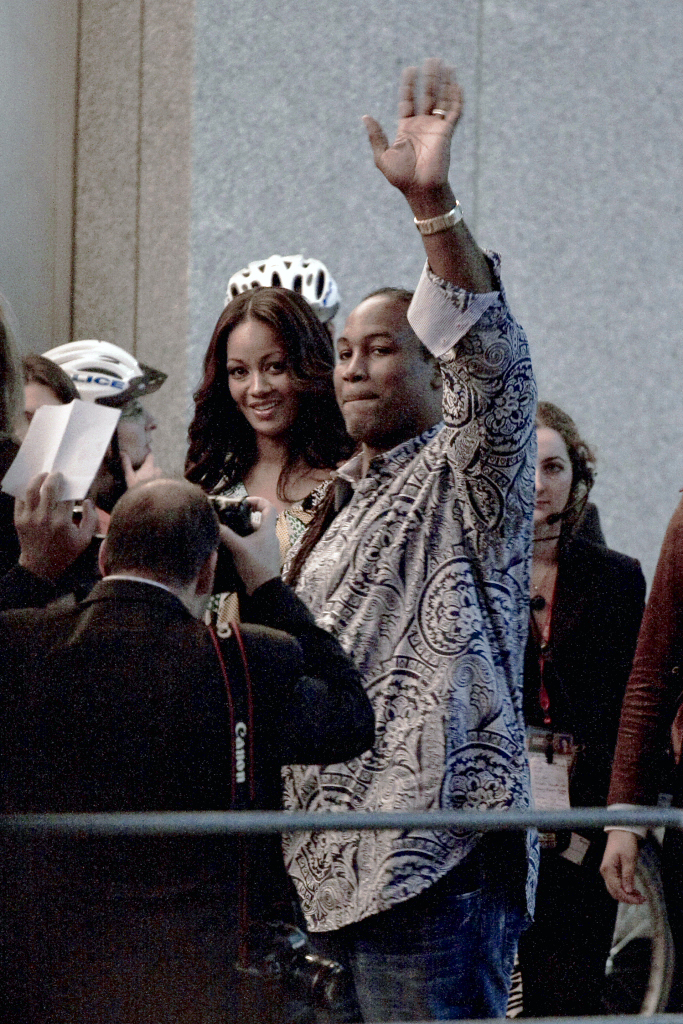
Lewis en el estreno de Hereafter en 2010.

Todos los fanes pidieron una revancha para Vitali que peleó muy bien. El WBC estaba de acuerdo y mantuvo al ucraniano como n.º 1, pero Lewis no quiso una revancha y finalmente el 6 de febrero de 2004 en una conferencia de prensa en Londres anunció su retirada del boxeo profesional. 

Este es un día muy especial en mi vida. Anuncio que mi combate del 21 de junio de 2003 fue el último de mi carrera
No es fácil ser campeón del mundo, y menos mantener el título. Me voy elegantemente.
Ofrecí un 110 por ciento de lo que podía dar a este deporte, si no puedo dar más es mejor retirarme.
Hay que dejar paso a la nueva generación.

De esta manera se convirtió en el primer peso pesado desde Rocky Marciano en 1956 que se retira poseyendo el título mundial, y junto a ellos solo Gene Tunney en 1928 hizo lo mismo. También igual que Marciano se retiró habiendo ganado a todos sus oponentes en toda su carrera (ya que sus dos derrotas las ganó en la revancha). Lewis anunció que no retornaría al ring y su récord fue de 41 victorias, 2 derrotas y un empate con 32 victorias antes del límite.
El día de su retirada le dedicó a su madre unas palabras:

Te amo, has sacrificado tu vida por hacer la mía mejor.

 Poco después anunciaría también su matrimonio con Violeta Chang con la que ha tenido también un hijo.
Varias veces se rumoreó que volvería, el 24 de febrero el Daily Mail publicó que volvería para pelear contra Vitali otra vez, pero Lewis desmintió los rumores en su página web y más tarde en la pelea entre Edison Miranda y Allen Green volvió a hacer esas declaraciones dejando clara su intención de no volver al ring. Actualmente es comentador de boxeo para la HBO. En 2002 Vince McMahon le ofreció 5 millones de libras para luchar en la World Wrestling Entertainment y en 2003 hizo una pequeña aparición en el vídeo "All I Have" de Jennifer Lopez y LL Cool J. En 2006 y 2007 disputó la Serie Mundial de Póquer, pero en ambas ocasiones fue derrotado sin ganar nada. En 2008 apareció en la 7.ª temporada de El aprendiz. Ese mismo año fue incluido en el Salón de la Fama del Deporte en Canadá. En 2009, en su primera nominación, fue incluido también en el Salón Internacional de la Fama del Boxeo. El 8 de mayo de 2010 dejó su trabajo como comentarista para la HBO. En marzo de 2011 se anunció que David Haye iba a pedir su ayuda en su futuro combate de unificación ante Wladimir Klitschko.

## Títulos como aficionado
- 1982 Guantes dorados.
- 1983 Campeonato superpesado mundial júnior.
- 1985 Medallista de plata en competición de la Copa del Mundo.
- 1986 Medalla de oro en los Juegos de la Commonwealth peso pesado en Edimburgo, Escocia.
- 1987 Medalla de plata en los Juegos Panamericanos superpesado en Indianápolis.
- 1987 Campeonato Norteamericano Superpesado.
- Medalla de Oro en los Juegos Olímpicos de Seúl 1988.

## Resultados como aficionado
- Representando a Canadá como superpesado en los Juegos Olímpicos de Los Ángeles 1984
  - Derrotó a Mohammad Youssuf (Pakistán) TKO 3
  - Perdió contra Tyrell Biggs (Estados Unidos) PTS

- Representando a Canadá como súper-Pesado en los Juegos Olímpicos de Seúl 1988.
  - Derrotó a Chrispine Odera (Kenia) TKO 2
  - Derrotó a Ulli Kaden (Alemania del Este) TKO 1
  - Derrotó a Jasz Zarenkiewicz (Polonia) Penalizado
  - Derrotó a Riddick Bowe (Estados Unidos) TKO 2

## Títulos como profesional
- Título EBU conquistado y defendido en tres ocasiones
- Título BBBofC conquistado y defendido en dos ocasiones
- Título de la Commonwealth conquistado y defendido en una ocasión
- Título WBC conquistado y defendido en dos ocasiones
- Título WBC reconquistado y defendido en nueve ocasiones
- Título WBC reconquistado por tercera vez y defendido en dos ocasiones
- Título WBA conquistado
- Título IBF conquistado y defendido en tres ocasiones
- Título IBF reconquistado y defendido en una ocasión
- Título IBO conquistado y defendido en tres ocasiones
- Título IBO reconquistado y defendido en tres ocasiones
- Récord: 41-2-1 (32 KO's)[32]

## Récord en boxeo
| Récord profesional | Récord profesional | Récord profesional |
| 44 peleas          | 41 victorias       | 2 derrota          |
| Nocaut             | 32                 | 2                  |
| Decisión           | 7                  | 0                  |
| Descalificación    | 2                  | 0                  |
| Empate             | 1                  | 1                  |
| ------------------ | ------------------ | ------------------ |

| Resultado | Récord | Rival               | Método | Asalto, tiempo | Fecha                    | Localización                                               | Notas                                                                |
| Victoria  | 41–2–1 | Vitali Klitschko    | TKO    | 6 (12), 3:00   | 21 de junio de 2003      | Staples Center, Los Ángeles, California                    | Retiene los títulos WBC, IBO, The Ring y lineal                      |
| Victoria  | 40–2–1 | Mike Tyson          | K.O.   | 8 (12), 2:25   | 8 de junio de 2002       | The Pyramid, Memphis, Tennessee                            | Retiene los títulos WBC, IBF, IBO, The Ring y lineal                 |
| Victoria  | 39–2–1 | Hasim Rahman        | KO     | 4 (12), 1:29   | 17 de noviembre de 2001  | Mandalay Bay Events Center, Paradise, Nevada               | Gana los títulos WBC, IBF, IBO, y lineal                             |
| Derrota   | 38–2–1 | Hasim Rahman        | KO     | 5 (12), 2:32   | 22 de abril de 2001      | Carnival City, Brakpan, Sudáfrica                          | Pierde los títulos WBC, IBF, IBO, y lineal                           |
| Victoria  | 38–1–1 | David Tua           | UD     | 12             | 11 de noviembre de 2000  | Mandalay Bay Events Center, Paradise, Nevada               | Retiene los títulos WBC, IBF, IBO, y lineal                          |
| Victoria  | 37–1–1 | Francois Botha      | TKO    | 2 (12), 2:39   | 15 de julio de 2000      | London Arena, Londres, Inglaterra                          | Retiene los títulos WBC, IBF, IBO, y lineal                          |
| Victoria  | 36–1–1 | Michael Grant       | KO     | 2 (12), 2:53   | 29 de abril de 2000      | Madison Square Garden, Nueva York                          | Retiene los títulos WBC, IBF, IBO, y lineal                          |
| Victoria  | 35–1–1 | Evander Holyfield   | UD     | 12             | 13 de noviembre de 1999  | Thomas & Mack Center, Paradise, Nevada                     | Retiene los títulos WBC y lineal; Gana los títulos WBA, IBF, y IBO   |
| Empate    | 34–1–1 | Evander Holyfield   | SD     | 12             | 13 de marzo de 1999      | Madison Square Garden, Nueva York                          | Retiene los títulos WBC y lineal; Por los títulos WBA y IBF          |
| Victoria  | 34–1   | Željko Mavrović     | UD     | 12             | 26 de septiembre de 1998 | Mohegan Sun Arena, Montville, Connecticut                  | Retiene los títulos WBC y lineal                                     |
| Victoria  | 33–1   | Shannon Briggs      | TKO    | 5 (12), 1:45   | 28 de marzo de 1998      | Boardwalk Hall, Atlantic City, Nueva Jersey                | Retiene el título de la WBC; Gana el título lineal                   |
| Victoria  | 32–1   | Andrew Golota       | KO     | 1 (12), 1:35   | 4 de octubre de 1997     | Boardwalk Hall, Atlantic City, Nueva Jersey                | Retiene el título de la WBC                                          |
| Victoria  | 31–1   | Henry Akinwande     | DQ     | 5 (12), 2:34   | 12 de julio de 1997      | Caesars Tahoe, Stateline, Nevada                           | Retiene el título de la WBC                                          |
| Victoria  | 30–1   | Oliver McCall       | TKO    | 5 (12), 0:55   | 7 de febrero de 1997     | Las Vegas Hilton, Winchester, Nevada                       | Gana el título de la WBC vacante                                     |
| Victoria  | 29–1   | Ray Mercer          | MD     | 10             | 10 de mayo de 1996       | Madison Square Garden, Nueva York                          |                                                                      |
| Victoria  | 28–1   | Tommy Morrison      | TKO    | 6 (12), 1:22   | 7 de octubre de 1995     | Convention Hall, Atlantic City, Nueva Jersey               | Gana el título de la IBC                                             |
| Victoria  | 27–1   | Justin Fortune      | TKO    | 4 (10), 1:48   | 2 de julio de 1995       | Point Theatre, Dublín, Irlanda                             |                                                                      |
| Victoria  | 26–1   | Lionel Butler       | TKO    | 5 (12), 2:55   | 13 de mayo de 1995       | ARCO Arena, Sacramento, California                         |                                                                      |
| Derrota   | 25–1   | Oliver McCall       | TKO    | 2 (12), 0:31   | 24 de septiembre de 1994 | Wembley Arena, Londres, Inglaterra                         | Pierde el título de la WBC                                           |
| Victoria  | 25–0   | Phil Jackson        | TKO    | 8 (12), 1:35   | 6 de mayo de 1994        | Convention Hall, Atlantic City, Nueva Jersey               | Retiene el título de la WBC                                          |
| Victoria  | 24–0   | Frank Bruno         | TKO    | 7 (12), 1:12   | 1 de octubre de 1993     | Cardiff Arms Park, Cardiff, Gales                          | Retiene el título de la WBC                                          |
| Victoria  | 23–0   | Tony Tucker         | UD     | 12             | 8 de mayo de 1993        | Thomas & Mack Center, Paradise, Nevada                     | Retiene el título de la WBC                                          |
| Victoria  | 22–0   | Donovan Ruddock     | TKO    | 2 (12), 0:46   | 31 de octubre de 1992    | Earls Court Exhibition Centre, Londres, Inglaterra         | Retiene el título Commonwealth                                       |
| Victoria  | 21–0   | Mike Dixon          | TKO    | 4 (10), 1:02   | 11 de agosto de 1992     | Broadway by the Bay Theater, Atlantic City, Nueva Jersey   |                                                                      |
| Victoria  | 20–0   | Derek Williams      | TKO    | 3 (12), 2:30   | 30 de abril de 1992      | Royal Albert Hall, Londres, Inglaterra                     | Retiene los títulos Británico y Europeo; Gana el título Commonwealth |
| Victoria  | 19–0   | Levi Billups        | UD     | 10             | 1 de febrero de 1992     | Caesars Palace, Paradise, Nevada                           |                                                                      |
| Victoria  | 18–0   | Tyrell Biggs        | TKO    | 3 (10), 2:47   | 23 de noviembre de 1991  | Omni Coliseum, Atlanta, Georgia                            |                                                                      |
| Victoria  | 17–0   | Glenn McCrory       | KO     | 2 (12), 1:30   | 30 de septiembre de 1991 | Royal Albert Hall, Londres, Inglaterra                     | Retiene los títulos Británico y Europeo                              |
| Victoria  | 16–0   | Mike Weaver         | KO     | 6 (10), 1:05   | 12 de julio de 1991      | Caesars Tahoe, Stateline, Nevada                           |                                                                      |
| Victoria  | 15–0   | Gary Mason          | TKO    | 7 (12), 0:44   | 6 de marzo de 1991       | Wembley Arena, Londres, Inglaterra                         | Retiene el título Europeo; Gana el título Británico                  |
| Victoria  | 14–0   | Jean-Maurice Chanet | TKO    | 6 (12), 0:16   | 31 de octubre de 1990    | Crystal Palace National Sports Centre, Londres, Inglaterra | Gana el título Europeo                                               |
| Victoria  | 13–0   | Mike Acey           | KO     | 2 (10), 0:34   | 11 de julio de 1990      | Superstars Nite Club, Kitchener, Ontario, Canadá           |                                                                      |
| Victoria  | 12–0   | Ossie Ocasio        | UD     | 8              | 27 de junio de 1990      | Royal Albert Hall, Londres, Inglaterra                     |                                                                      |
| Victoria  | 11–0   | Dan Murphy          | TKO    | 6 (8), 2:11    | 20 de mayo de 1990       | Town Hall, Sheffield, Inglaterra                           |                                                                      |
| Victoria  | 10–0   | Jorgé Dascola       | KO     | 1 (8), 2:59    | 9 de mayo de 1990        | Royal Albert Hall, Londres, Inglaterra                     |                                                                      |
| Victoria  | 9–0    | Michael Simuwelu    | TKO    | 1 (8), 0:58    | 14 de abril de 1990      | Royal Albert Hall, Londres, Inglaterra                     |                                                                      |
| Victoria  | 8–0    | Calvin Jones        | KO     | 1 (8), 2:34    | 22 de marzo de 1990      | Leisure Centre, Gateshead, Inglaterra                      |                                                                      |
| Victoria  | 7–0    | Noel Quarless       | TKO    | 2 (6), 1:25    | 31 de enero de 1990      | York Hall, Londres, Inglaterra                             |                                                                      |
| Victoria  | 6–0    | Greg Gorrell        | TKO    | 5 (8), 0:51    | 18 de diciembre de 1989  | Memorial Auditorium, Kitchener, Ontario, Canadá            |                                                                      |
| Victoria  | 5–0    | Melvin Epps         | DQ     | 2 (6), 0:30    | 5 de noviembre de 1989   | Royal Albert Hall, Londres, Inglaterra                     |                                                                      |
| Victoria  | 4–0    | Steve Garber        | KO     | 1 (6)          | 10 de octubre de 1989    | City Hall, Hull, Inglaterra                                |                                                                      |
| Victoria  | 3–0    | Andrew Gerrard      | TKO    | 4 (6), 0:33    | 25 de septiembre de 1989 | Crystal Palace National Sports Centre, Londres, Inglaterra |                                                                      |
| Victoria  | 2–0    | Bruce Johnson       | TKO    | 2 (6)          | 21 de julio de 1989      | Convention Hall, Atlantic City, Nueva Jersey               |                                                                      |
| Victoria  | 1–0    | Al Malcolm          | KO     | 2 (6), 0:19    | 27 de junio de 1989      | Royal Albert Hall, Londres, Inglaterra                     |                                                                      |